# Loízosz Loízu
Loízosz Loízu (görögül: Λοΐζος Λοΐζου, a nemzetközi sajtóban Loizos Loizou; 1959. február 27. –) ciprusi nemzetközi labdarúgó-játékvezető.

## Pályafutása

### Nemzeti játékvezetés
1988-ban lett az I. Liga játékvezetője. Az aktív nemzeti játékvezetéstől 2003-ban vonult vissza.

### Nemzetközi játékvezetés
A Ciprusi labdarúgó-szövetség Játékvezető Bizottsága (JB) terjesztette fel nemzetközi játékvezetőnek, a Nemzetközi Labdarúgó-szövetség (FIFA) 1990-től tartotta nyilván bírói keretében. Több nemzetek közötti válogatott és klubmérkőzést vezetett. A ciprusi nemzetközi játékvezetők rangsorában, a világbajnokság-Európa-bajnokság sorrendjében a 2. helyet foglalja el 10 találkozó szolgálatával. Az aktív nemzetközi játékvezetéstől 2003-ban a FIFA 45 éves korhatárát elérve búcsúzott. Válogatott mérkőzéseinek száma: 26.

#### Világbajnokság
Négy világbajnoki döntőhöz vezető úton Egyesült Államokba a XV., az 1994-es labdarúgó-világbajnokságra, Franciaországba a XVI., az 1998-as labdarúgó-világbajnokságra, Dél-Koreába és Japánba a XVII., a 2002-es labdarúgó-világbajnokságra, valamint
Németországba a XVIII., a 2006-os labdarúgó-világbajnokságra a FIFA JB bíróként alkalmazta.

##### 1994-es labdarúgó-világbajnokság

###### Selejtező mérkőzés
| Időpont             | Helyszín                    | Mérkőzés típusa           | Mérkőzés               | Eredmény | Nézők száma |
| ------------------- | --------------------------- | ------------------------- | ---------------------- | -------- | ----------- |
| 1992. szeptember 9. | Neie Stadion, Luxembourg    | előselejtező (5. csoport) | Luxemburg–Magyarország | 0 : 3    | 3 050       |
| 1993. szeptember 8. | Qemal Stafa Stadion, Tirana | előselejtező (3. csoport) | Albánia–Dánia          | 0 : 1    | 8 000       |

##### 1998-as labdarúgó-világbajnokság

###### Selejtező mérkőzés
| Időpont           | Helyszín                 | Mérkőzés típusa           | Mérkőzés                | Eredmény | Nézők száma |
| ----------------- | ------------------------ | ------------------------- | ----------------------- | -------- | ----------- |
| 1996. április 24. | Gradski Stadion, Szkopje | előselejtező (8. csoport) | Macedónia–Liechtenstein | 3 : 0    | 11 500      |

##### 2002-es labdarúgó-világbajnokság

###### Selejtező mérkőzés
| Időpont             | Helyszín             | Mérkőzés típusa           | Mérkőzés             | Eredmény | Nézők száma |
| ------------------- | -------------------- | ------------------------- | -------------------- | -------- | ----------- |
| 2001. szeptember 5. | Városi Stadion, Lviv | előselejtező (5. csoport) | Ukrajna–Örményország | 3 : 0    | 28 000      |

##### 2006-os labdarúgó-világbajnokság

###### Selejtező mérkőzés
| Időpont             | Helyszín                             | Mérkőzés típusa           | Mérkőzés         | Eredmény | Nézők száma |
| ------------------- | ------------------------------------ | ------------------------- | ---------------- | -------- | ----------- |
| 2004. szeptember 4. | Pays de Charleroi Stadion, Charleroi | előselejtező (7. csoport) | Belgium–Litvánia | 1 : 1    | 19 218      |

#### Európa-bajnokság
Az európai-labdarúgó torna döntőjéhez vezető úton Svédországba a IX., az 1992-es labdarúgó-Európa-bajnokságra, Angliába a X., az 1996-os labdarúgó-Európa-bajnokságra illetve Portugáliába a XII., a 2004-es labdarúgó-Európa-bajnokságra az UEFA JB játékvezetőként foglalkoztatta.

##### 1992-es labdarúgó-Európa-bajnokság

###### Selejtező mérkőzés
| Időpont           | Helyszín                      | Mérkőzés típusa           | Mérkőzés                 | Eredmény | Nézők száma |
| ----------------- | ----------------------------- | ------------------------- | ------------------------ | -------- | ----------- |
| 1991. február 27. | Parc Astrid Stadion, Brüsszel | előselejtező (5. csoport) | Belgium–Luxemburg        | 3 : 0    | 24 500      |
| 1991. május 22.   | Lehen Stadion, Salzburg       | előselejtező (4. csoport) | Ausztria–Feröer szigetek | 3 : 0    | 13 000      |

##### 1996-os labdarúgó-Európa-bajnokság

###### Selejtező mérkőzés
| Időpont             | Helyszín                       | Mérkőzés típusa           | Mérkőzés          | Eredmény | Nézők száma |
| ------------------- | ------------------------------ | ------------------------- | ----------------- | -------- | ----------- |
| 1994. szeptember 6. | Baník Ostrava Stadion, Ostrava | előselejtező (5. csoport) | Csehország–Málta  | 6 : 1    | 10 226      |
| 1995. április 26.   | GSP Stadion, Nicosia           | előselejtező (8. csoport) | San Marino–Skócia | 0 : 2    | 1 484       |

##### 2004-es labdarúgó-Európa-bajnokság

###### Selejtező mérkőzés
| Időpont          | Helyszín                                 | Mérkőzés típusa           | Mérkőzés                 | Eredmény | Nézők száma |
| ---------------- | ---------------------------------------- | ------------------------- | ------------------------ | -------- | ----------- |
| 2003. április 2. | Miejski Stadion, Ostrowiec Świętokrzyski | előselejtező (4. csoport) | Lengyelország–San Marino | 5 : 0    | 8 500       |

#### Nemzetközi kupamérkőzések

##### UEFA-kupa
| Időpont           | Helyszín             | Mérkőzés típusa            | Mérkőzés                               | Eredmény |
| ----------------- | -------------------- | -------------------------- | -------------------------------------- | -------- |
| 1994. november 1. | BayArena, Leverkusen | előselejtező (2. mérkőzés) | Bayer 04 Leverkusen–Budapest Honvéd FC | 5 : 0    |